# Regla de Wahl
La regla de Wahl és una regla de formació de paraules, desenvolupada pel linguista Edgar de Wahl i aplicada en idioma artificial Interlingue (anomenat també "Occidental") creat per ell. Serve a creació de certes formes gramàtiques d'altres (per exemple substantius de verbs).

## Regla
Infinitius de verbs en l'idioma Interlingue tenen el més freqüentment la terminació -ar o -er. L'arrel és rebuda en següent manera: 
1. Si, després de retirada de -r o -er des de l'infinitiu, l'arrel s'acaba amb vocal, s'afegeix -t o canvia final y a t: crea/r, crea/t-, crea/t/or; atiny/er, atin/t, atin/t/ion
2. Si la consonant final de l'arrel és d o r, es canvia l'a s: decid/er, deci/s-, deci/s/ion
3. En casos restants, amb sis excepcions, la retirada de la terminació dona l'arrel exigida: duct/er, duct-, duct/ion.

Aquestes sis excepcions són: 
1. ced/er, cess-
2. sed/er, sess-
3. mov/er, mot-
4. ten/er, tent-
5. vert/er, vers-
6. veni/r, vent-

i els verbs formats d'aquelles a força de prefixs.
Per tant, que la regla es compon de tres parts, ella és freqüentment cridada com "tres regles de Wahl".
Es crea els verbs de substantius i de adjectius, retirant la terminacions i rebent l'arrel. Després del subjuntar -r o -er, es rep infinitiu en majoria de casos: decora/t/ion, decora/t-, decora/r.

## Aplicació
Aquesta regla és aplicada en l'idioma Interlingue. Després d'una modificació eventual es pot aplicar aquesta regla a creació de noves formes de vocablo particularment en llengües romàniques o en els quals manlleven vocabulari de llengües romàniques.